# Nouaceur
Nouaceur (arabisch النواصر, Zentralatlas-Tamazight ⵏⵡⴰⵚⵕ) ist eine etwa 36.000 Einwohner zählende Stadt im Hinterland von Casablanca nahe der Atlantikküste Marokkos in der Region Casablanca-Settat. Sie ist die Hauptstadt der Provinz Nouaceur.

## Lage und Klima
Die aus mehreren separaten Ortskernen bestehende Stadt Nouaceur liegt an der A3 knapp 30 km (Fahrtstrecke) südlich von Casablanca in einer Höhe von ca. 140–195 m; nächstgelegene Großstadt ist das weitere knapp 17 km südlich gelegene Berrechid. Das Klima ist gemäßigt bis warm; Regen (ca. 390 mm/Jahr) fällt hauptsächlich im Winterhalbjahr.

## Bevölkerung
| Jahr      | 1994  | 2004   | 2014   | 2024   |
| Einwohner | 9.989 | 12.696 | 23.802 | 36.326 |

Die Bevölkerung des Ortes und der Gemeinde besteht in hohem Maße aus zugewanderten Angehörigen verschiedener Berberstämme der Umgebung.
Die Einwohner der Chaouia-Region führen ihre Abstammung auf arabische Ursprünge zurück. Die Menschen der heutigen Stadt sind jedoch größtenteils berberischer Abstammung und zumeist in der zweiten Hälfte des 20. Jahrhunderts aus den Berg- und Wüstenregionen Südmarokkos hierhin zugewandert.

## Wirtschaft und Geschichte
Noch zu Beginn des 20. Jahrhunderts eine kleinbäuerlich orientierte Landgemeinde, hat sich Nouaceur seit der Unabhängigkeit Marokkos (1956) zu einer dienstleistungsorientierten Stadt entwickelt, in der der Aéroport International Mohammed V mit den angeschlossenen Transport- und Logistikunternehmen die Hauptrolle spielt. Im Umland haben sich zahlreiche kleinere Gewerbe- und Handwerksunternehmen angesiedelt.